# 岡山県道31号高梁御津線
岡山県道31号高梁御津線（おかやまけんどう31ごう たかはしみつせん）は、岡山県高梁市から岡山市北区に至る県道（主要地方道）である。

## 概要

### 路線データ
- 起点：岡山県高梁市津川町今津（国道313号交点）
- 終点：岡山県岡山市北区御津宇垣・宇垣北交差点（国道53号交点）
- 総延長：約43 km

## 歴史
- 1993年（平成5年）5月11日 - 建設省から、県道高梁御津線が高梁御津線として主要地方道に指定される[1]。

## 路線状況

### 重複区間
- 岡山県道78号長屋賀陽線（加賀郡吉備中央町上竹）
- 国道429号（加賀郡吉備中央町下加茂）
- 国道484号（加賀郡吉備中央町下加茂）

### 道路施設

#### トンネル
- 虎倉（こくら）トンネル：延長132 m、1995年（平成7年）竣工、岡山市北区

### 並行する旧街道・道路
- 金川往来

備中松山城下と金川を結ぶ
- 旧国道53号（岡山市北区御津金川・御津高校西交差点 - 終点）

## 地理

### 通過する自治体
- 高梁市
- 加賀郡吉備中央町
- 岡山市（北区）

### 交差する道路
| 交差する道路                                         | 市町村名 | 市町村名   | 交差する場所       | 交差する場所        |
| ---------------------------------------------------- | -------- | ---------- | ------------------ | ------------------- |
| 国道313号                                            | 高梁市   | 高梁市     | 津川町今津         | 起点                |
| 岡山県道78号長屋賀陽線                               | 加賀郡   | 吉備中央町 | 上竹               |                     |
| 岡山県道156号賀陽有漢線 岡山県道369号尾原賀陽線 重複 | 加賀郡   | 吉備中央町 | 豊野               |                     |
| 岡山県道305号黒土北線                                | 加賀郡   | 吉備中央町 | 黒土               |                     |
| 岡山県道57号総社賀陽線                               | 加賀郡   | 吉備中央町 | 田土（たど）       |                     |
| 岡山県道66号落合加茂川線                             | 加賀郡   | 吉備中央町 | 加茂市場           |                     |
| 岡山県道366号竹部加茂市場線                          | 加賀郡   | 吉備中央町 | 加茂市場           |                     |
| 国道429号 重複区間起点                               | 加賀郡   | 吉備中央町 | 下加茂（しもがも） |                     |
| 国道484号 重複区間起点                               | 加賀郡   | 吉備中央町 | 下加茂             |                     |
| 国道429号 重複区間終点 国道484号 重複区間終点        | 加賀郡   | 吉備中央町 | 下加茂             |                     |
| 岡山県道249号掛畑虎倉線                              | 岡山市   | 北区       | 御津虎倉（こぐら） |                     |
| 岡山県道71号建部大井線                               | 岡山市   | 北区       | 御津紙工（しとり） |                     |
| 岡山県道367号勝尾宇甘線                              | 岡山市   | 北区       | 御津宇甘（うかい） |                     |
| 国道53号                                             | 岡山市   | 北区       | 御津金川           | 御津高校西交差点    |
| 国道53号                                             | 岡山市   | 北区       | 御津宇垣           | 宇垣北交差点 / 終点 |

### 交差する鉄道
- 津山線

### 沿線
- 吉備中央町立上竹荘小学校
- 吉備中央町役場
- 朝日塾中等教育学校
- 宇甘渓
- JR西日本津山線 金川駅
- 旭川